# Астратово (Кувшиновский район)
Астратово — деревня в Кувшиновском районе Тверской области России. Относится к Пречисто-Каменскому сельскому поселению.
Находится в 24 км к востоку от города Кувшиново, на берегу реки Осуги, вблизи железнодорожной линии Торжок — Соблаго. Напротив за рекой Осугой — деревня Щербово Торжокского района.

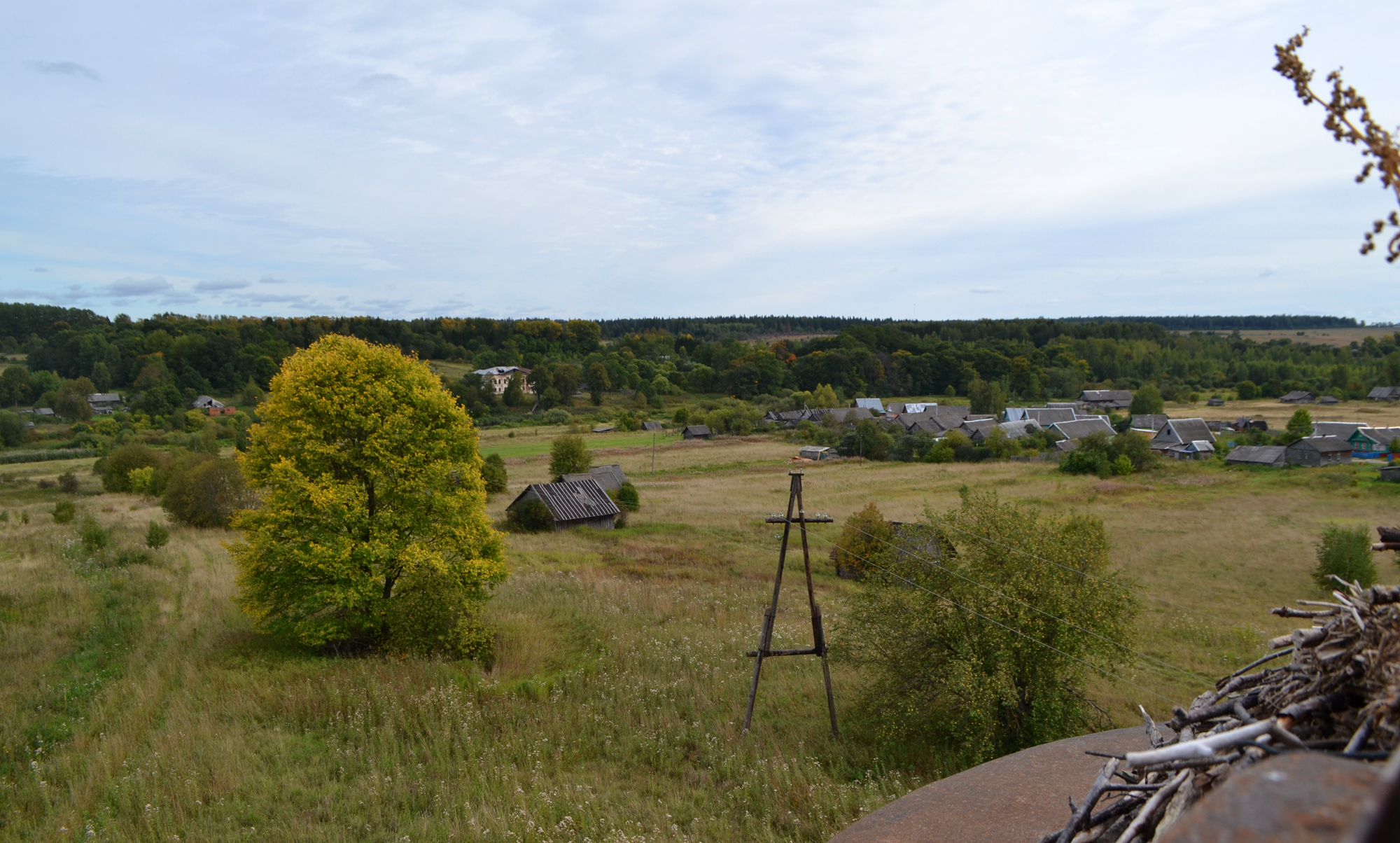
Вид с водонапорной башни, виден также главный дом бывшей усадьбы в Щербове, за рекой Осугой

## Население
| 2008 | 2010 |
| ---- | ---- |
| 52   | ↘46  |